# Établissement public national d'aménagement et de restructuration des espaces commerciaux et artisanaux
 (juillet 2015).
L'Établissement public national d'aménagement et de restructuration des espaces commerciaux et artisanaux (EPARECA) est un opérateur public ayant pour objet de favoriser l'aménagement et la restructuration des espaces commerciaux et artisanaux dans les zones urbaines sensibles.
L'établissement compte trois sites : le siège à Lille et deux antennes à Lyon et Paris.

## Historique
L’Établissement public national d'aménagement et de restructuration des espaces commerciaux et artisanaux est créé en application de la  du 14 novembre 1996 relative à la mise en oeuvre du pacte de relance pour la ville,.
En 2019, il est intégré dans l’Agence nationale de la cohésion des territoires.

## Périmètre de mission
Cet établissement public peut intervenir sur l'ensemble des quartiers faisant partie de la nouvelle géographie prioritaire de la politique de la ville (QPV),,, notamment ceux qui font l'objet du nouveau Programme National de Renouvellement Urbain (NPNRU), en partenariat dès lors avec l'Agence nationale pour la rénovation urbaine (ANRU).
L'EPARECA peut aussi intervenir dans les quartiers éligibles au Programme national de revitalisation des quartiers anciens dégradés (PNRQAD) (25 quartiers en France).

## Objectifs
Ses trois principaux objectifs sont :
1. Maintenir un service de proximité pour les habitants des quartiers fragiles ;
2. Mener à bien le projet commercial, sa programmation, sa réalisation, son exploitation et garantir sa réussite dans la durée ;
3. Remettre les espaces commerciaux sur le marché de l'investissement et de la gestion privés dès stabilisation.

## Lien avec l'État
L'EPARECA inscrit son action dans les orientations fixées par le Gouvernement et notamment par :
- Le ministère de l'économie
- Le ministère de la Cohésion des territoires

## Interlocuteurs
Ce sont principalement les maires et/ou présidents d'intercommunalités.

## Conditions et modalités d'intervention
L’établissement n'intervient que dans trois cas
1. Une localisation obligatoire dans les zones labellisées par la Politique de la Ville et le PNRQAD ;
2. Un défaut d'initiative privée : les promoteurs et investisseurs ne souhaitent pas intervenir pour des raisons juridiques, économiques ou sécuritaires ;
3. Un engagement de la collectivité sur un projet de rénovation urbaine fort, priorisé en cohérence avec l'intervention de l'ANRU.

L'EPARECA détermine la faisabilité de l'opération commerciale ou artisanale par l'analyse des opportunités socio-économiques ;
- Il se charge du montage du plan de financement et mobilise les subventions ;
- Il offre un service intégré tout au long de la vie du projet, des études amont jusqu'à la mise en vente de l'équipement restructuré ;
- Il dispose d'une équipe mobilisée dotée d'un savoir-faire spécialisé et d'une expérience de plus de 15 ans ;
- Il est doté de prérogatives de puissance publique (déclaration d'utilité publique et expropriation).

Epareca intervient en qualité de promoteur, investisseur et exploitant de centres commerciaux de proximité. Pour ce faire, l'établissement procède en 4 phases :
Phase 1 : le montage
- Études préalables (commerciales, juridiques et de sûreté) ;
- Projet immobilier et d'insertion urbaine ;
- Conventions partenariales et bilans financiers.

Phase 2 : la production 
- Appropriation du site ;
- Réhabilitation, restructuration ou démolition-reconstruction ;
- Transfert des commerçants.

Phase 3 : l'exploitation
- Gestion du nouvel équipement pour accompagner les commerçants jusqu'à stabilisation économique, sociale et urbaine.

Phase 4 : remise sur le marché auprès d'investisseurs privés (retour au droit commun).

## Partenariat collectivité/EPARECA
Ce partenariat passe par une convention d'engagements puis l'opération est conduite sous l'égide d'un comité de pilotage local. Ce comité est présidé par le maire ou le président de l'EPCI. La convention peut localement bénéficier de l'appui des Préfets de département (les référents d'EPARECA au niveau local).

## Participation financière
La contribution financière d'EPARECA est constituée :
- d'une part fixe correspondant à la valorisation de l'espace commercial à la revente ;
- d'une part en subventions ajustées en fonction de la situation économique, sociale et fiscale de la ville.

## Partenaires techniques et financiers d'EPARECA
L'Etablissement EPARECA s'appuie sur un partenariat technique et financier, national et local : la Caisse des dépôts et consignations mais aussi les collectivités (Villes, EPCI, conseils régionaux et généraux), l'ANRU et le Fonds européen de développement régional.
Le 4 décembre 2013, EPARECA et l'ANRU ont renforcé leur partenariat pour la période 2013-2016 en signant une nouvelle convention. Cet accord a pour objectif de rendre plus efficaces les interventions conduites par chacun des deux établissements et de favoriser la mutualisation des moyens.
Le 18 juin 2014, EPARECA et la Caisse des Dépôts ont créé Foncièrement Quartier, leur société commune d'investissement dont l'objectif est de soutenir le développement du commerce et de l'artisanat dans les quartiers de la politique de la ville.
En 2018, Epareca compte plusieurs partenaires comme l’Anru (Convention renouvelée le 01/12/2016), le groupe Caisse des Dépôts (Convention signée le 1er juin 2016), l’Anah (Convention signée le 15 mars 2017), l’APCMA (Convention signée le 8 juin 2010, complétée par avenant le 9 décembre 2015), CCI France (Convention signée le 14 octobre 2016), la SCET (Convention signée le 28 mars 2017), IMPACT Partenaire s (Convention signée le 17 mars 2017), Batixia (Partenariat depuis 2014, nouvelle convention signée le 12 septembre 2016), la Semaest (Convention signée le 3 décembre 2014) et la Société du Grand Paris (Convention signée le 3 décembre 2015).

## CapVille
CapVille est un centre de ressources dédié au commerce et à l’artisanat dans les quartiers de la politique de la ville, créé par l'Epareca dans le cadre d’une de ses missions, à la demande de ses ministères de tutelle. Le site Internet - www.capville.fr – est en ligne depuis le 3 décembre 2014. C'est aussi un outil de veille et d’expertise, qui doit aider les acteurs de la politique de la ville et du développement local à mieux traitement des difficultés commerciales et artisanales et partager les bonnes pratiques en matière de redynamisation du tissu économique de leur territoire.

## Présidence et direction
| Identité          | Période       | Période |
| Identité          | Début         | Fin     |
| ----------------- | ------------- | ------- |
| Valérie Lasek (d) | 15 avril 2016 |         |

| Identité        | Période      | Période |
| Identité        | Début        | Fin     |
| --------------- | ------------ | ------- |
| Corinne Valls   | 30 juin 2015 |         |
| Hélène Geoffroy | 26 juin 2018 |         |